# Glaskrösel

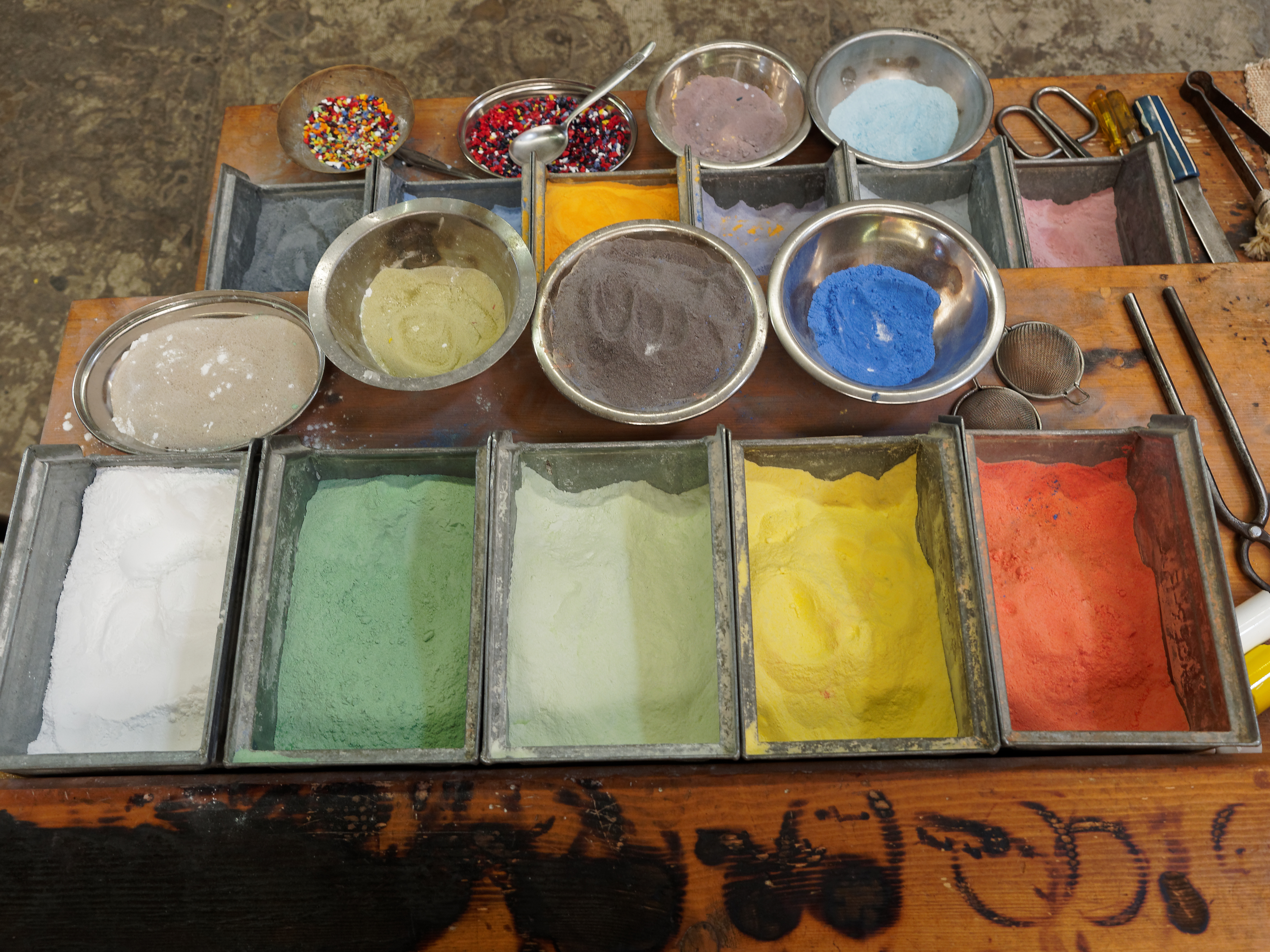
Glasmehl und -krösel in verschiedenen Körnungen und Feinheitsgraden in einer Glasmanufaktur

Glaskrösel sind kleine Glasstücke. Sie entstehen durch Zerstoßen von Farbglas. Es gibt sie in unterschiedlichen Körnungen. In der Glasbläserei werden sie verwendet, um einem gläsernen Endprodukt besondere Farbeffekte zu verleihen. Dazu wird die flüssige Glasmasse in Glaskröseln gewälzt. Hierdurch können spezielle künstlerische Effekte bei Schmelzglas erzielt werden.
Bei zerriebenem Farbglas spricht man von Glasmehl, das in verschiedenen Feinheitsgraden hergestellt wird. Mit ihm kann flüssiges Glas eingefärbt oder Farbverläufe erzielt werden. Sehr feines Glasmehl wird auch als Pigment zum Anmischen von Anstrichstoffen verwendet.
Krösel und Mehle gibt es in transparenten oder undurchsichtigen Farben.